# La Vérendrye (circonscription électorale)
Pour les articles homonymes, voir La Vérendrye.
Circonscription électorale provinciale du Canada
La Vérendrye (La Verendrye en anglais) est une circonscription électorale provinciale du Manitoba (Canada).

## Liste des députés
| La Vérendrye | La Vérendrye                | La Vérendrye              | La Vérendrye   | La Vérendrye | La Vérendrye |
| Nom          | Nom                         | Parti                     | Mandat         | Législature  |              |
| ------------ | --------------------------- | ------------------------- | -------------- | ------------ | ------------ |
|              | Maxime Goulet               | Gouvernement/Conservateur | 1879 - 1882    | 4e           |              |
|              | Louis Arthur Prud'homme     | Conservateur              | 1882 - 1883    | 4e           |              |
|              | Maxime Goulet (2)           | Indépendant conservateur  | 1883 - 1884    | 5e           |              |
|              | Louis Arthur Prud'homme (2) | Conservateur              | 1884 - 1885    | 5e           |              |
|              | James Prendergast           | Conservateur-libéral      | 1885 - 1886    | 5e           |              |
|              | James Prendergast           | Conservateur-libéral      | 1886 - 1888    | 6e           |              |
|              | James Prendergast           | Libéral                   | 1888 - 1888    | 6e           |              |
|              | William Lagimodière         | Libéral                   | 1888 - 1892    | 7e           |              |
|              | Théophile Paré              | Conservateur              | 1892 - 1896    | 8e           |              |
|              | Théophile Paré              | Conservateur              | 1896 - 1899    | 9e           |              |
|              | William Lagimodière (2)     | Libéral                   | 1899 - 1903    | 10e          |              |
|              | William Lagimodière (2)     | Libéral                   | 1903 - 1907    | 11e          |              |
|              | Jean-Baptiste Lauzon        | Conservateur              | 1907 - 1910    | 12e          |              |
|              | William Molloy              | Libéral                   | 1910 - 1914    | 13e          |              |
|              | Jean-Baptiste Lauzon (2)    | Conservateur              | 1914 - 1915    | 14e          |              |
|              | Philippe Adjutor Talbot     | Libéral                   | 1915 - 1920    | 15e          |              |
|              | Philippe Adjutor Talbot     | Indépendant               | 1920 - 1920    | 15e          |              |
|              | Philippe Adjutor Talbot     | Indépendant               | 1920 - 1922    | 16e          |              |
|              | Philippe Adjutor Talbot     | Progressite               | 1922 - 1927    | 17e          |              |
|              | Philippe Adjutor Talbot     | Progressite               | 1927 - 1932    | 18e          |              |
|              | Philippe Adjutor Talbot     | Libéral-progressiste      | 1932 - 1936    | 19e          |              |
|              | Sauveur Marcoux             | Libéral-progressiste      | 1936 - 1941    | 20e          |              |
|              | Sauveur Marcoux             | Libéral-progressiste      | 1941 - 1945    | 21e          |              |
|              | Sauveur Marcoux             | Libéral-progressiste      | 1945 - 1949    | 22e          |              |
|              | Sauveur Marcoux             | Libéral-progressiste      | 1949 - 1951    | 23e          |              |
|              | Edmond Brodeur              | Libéral-progressiste      | 1952 - 1953    | 23e          |              |
|              | Edmond Brodeur              | Libéral-progressiste      | 1953 - 1958    | 24e          |              |
|              | Stan Roberts                | Libéral-progressiste      | 1958 - 1959    | 25e          |              |
|              | Stan Roberts                | Libéral-progressiste      | 1959 - 1961    | 26e          |              |
|              | Stan Roberts                | Libéral                   | 1961 - 1962    | 26e          |              |
|              | Albert Vielfaure            | Libéral                   | 1962 - 1966    | 27e          |              |
|              | Albert Vielfaure            | Libéral                   | 1966 - 1969    | 28e          |              |
|              | Leonard Barkman             | Libéral                   | 1969 - 1973    | 29e          |              |
|              | Robert Banman               | Progressiste-conservateur | 1973 - 1977    | 30e          |              |
|              | Robert Banman               | Progressiste-conservateur | 1977 - 1981    | 31e          |              |
|              | Robert Banman               | Progressiste-conservateur | 1981 - 1986    | 32e          |              |
|              | Helmut Pankratz             | Progressiste-conservateur | 1986 - 1988    | 33e          |              |
|              | Helmut Pankratz             | Progressiste-conservateur | 1988 - 1990    | 34e          |              |
|              | Ben Sveinson                | Progressiste-conservateur | 1990 - 1995    | 35e          |              |
|              | Ben Sveinson                | Progressiste-conservateur | 1995 - 1999    | 36e          |              |
|              | Ron Lemieux                 | Néo-démocrate             | 1999 - 2003    | 37e          |              |
|              | Ron Lemieux                 | Néo-démocrate             | 2003 - 2007    | 38e          |              |
|              | Ron Lemieux                 | Néo-démocrate             | 2007 - 2011    | 39e          |              |
|              | Dennis Smook                | Progressiste-conservateur | 2011 - 2016    | 40e          |              |
|              | Dennis Smook                | Progressiste-conservateur | 2016 - 2019    | 41e          |              |
|              | Dennis Smook                | Progressiste-conservateur | 2019 - 2023    | 42e          |              |
|              | Konrad Narth (en)           | Progressiste-conservateur | 2023 - présent | 43e          |              |